# Hrvatska, ljubavi moja
Hrvatska, ljubavi moja je hrvatski dokumentarni film iz 2006. godine autora Jakova Sedlara, u produkciji i distribuciji Hrvatskog slova. Premijerno je prikazan 10. kolovoza 2006. godine. Posvećen je hrvatskom generalu Anti Gotovini.
Film sjajno i dokumentirano razotkriva sve neistine o operaciji Oluja i ulozi generala Gotovine u Domovinskom ratu. Snimljen je u vrijeme kad je bila na snazi prvostupanjska presuda Haškog tribunala kojom su osuđeni hrvatski generali na duge zatvorske kazne, a Hrvatska osuđena kao država. Presuda je donesena u olovnim godinama kad je dio domaćih političara projugoslavenske orijentacije, dio tzv. nevladinog sektora, kao i određenih medija, različitim dezinformacijama, spekulacijama i obmanama vezanim za Domovinski rat u javnost pokušavala plasirati i nametnuti te zlonamjerne neistine. Film pokazuje stvarne razloge zbog kojih su antihrvatska središta moći godinama vodili te aktivnosti, kao i svu bijedu i količinu laži, izrečenih u prvostupanjskoj Haaškoj presudi hrvatskim generalima.